# Donkey Kong (personage)
Donkey Kong (Japans: ドンキーコング / Donkī Kongu) is een fictieve aap die voor het eerst verscheen in Nintendo's populaire videospel uit 1981 met dezelfde naam: Donkey Kong.

## Creatie en concept
Donkey Kong is ontworpen door videogameontwerper Shigeru Miyamoto. Hij meende dat donkey in het Engels "gek" betekende en veronderstelde dat de naam Donkey Kong daarom bij het Amerikaanse publiek zou overkomen als "domme aap". Toen hij deze naam aan Nintendo voorstelde, werd hij uitgelachen, maar de naam is gebleven. Aan de geloofwaardigheid van dit verhaal en ook andere verhalen, wordt vaak getwijfeld.

## Verschijningen

### Vroege geschiedenis
Donkey Kong maakte zijn debuut als kwaadaardig personage in het uit 1981 daterende arcade-spel Donkey Kong, samen met protagonist Mario (toen bekend onder de naam "Jumpman") en de dame in nood Pauline. De speler diende als Mario, de top van het level, waar Donkey Kong stond, te bereiken om zo Pauline te redden. Donkey Kong probeert de speler te hinderen door tonnen en andere obstakels naar Mario te gooien. De aap zou het jaar daarop weer verschijnen in de opvolger Donkey Kong Junior, waarin Donkey Kong gevangen wordt genomen en door Mario in een kooi wordt gestopt; Donkey Kong Junior trekt eropuit om Donkey Kong te redden. Donkey Kong zou zijn rol als slechterik voortzetten in Donkey Kong 3, waarbij deze keer Stanley the Bugman Mario's plaats als protagonist innam (Mario kreeg zijn eigen spin-offspel, Mario Bros.). Stanley strijdt tegen Donkey Kongs pogingen om een broeikas over te nemen, waarbij Donkey Kong met gevaarlijke bijen samenwerkt.
Na Donkey Kong zou Mario uitgroeien tot Nintendo's hoofdmascotte, terwijl Donkey Kong en zijn zoon meer bijrollen kregen, zoals in Punch-Out!!, Super Mario Kart en het Virtual Boy-spel Mario's Tennis. De uit 1994 daterende Game Boy-versie van Donkey Kong maakte duidelijk dat hij weer als hoofdpersonage gezien moest worden. Hij kreeg een nieuw uiterlijk, waarbij hij als enig kledingstuk een stropdas droeg.

### Het tijdperk-Rare
Het uit 1994 daterende Super NES-spel Donkey Kong Country werd ontwikkeld door de Britse spelontwikkelaar Rare. Het spel zorgde voor een keerpunt in de Donkey Kong-spellen door de introductie van een nieuwe omgeving, Donkey Kong Island te introduceren en dieper op de achtergronden van de personages in te gaan.
Donkey Kong werd opnieuw geïntroduceerd in Donkey Kong Country als de kleinzoon van de originele Donkey Kong, die in dit spel verscheen als de oude Cranky Kong. Een medewerker van Rare zei kort na de uitgave van Donkey Kong 64 dat de huidige Donkey Kong eigenlijk de oudere versie Donkey Kong Junior is. In de Rare-spellen is Donkey Kong een sterke maar luie en ontspannen aap die hoofdzakelijk is geïnteresseerd in zijn verzameling bananen. De serie introduceerde Diddy Kong als Donkeys hulpje en King K. Rool als zijn aartsvijand die zijn bananen steelt.
Hoewel zijn naam voorkomt in de titel van beide spellen, is DK niet de held in de opvolger Donkey Kong Country 2: Diddy's Kong Quest en ook niet in Donkey Kong Country 3: Dixie Kong's Double Trouble!. In plaats daarvan wordt hij gevangengenomen door K. Rool en bestuurt de speler een van de apen die eropuit trekken om hem te redden. De serie Donkey Kong Country was ook de inspiratiebron van de Donkey Kong Land-trilogie en een televisieprogramma.
Donkey Kong 64 op de Nintendo 64 zou het laatste platformspel met Donkey Kong worden dat Rare ontwikkelde. De huidige Donkey Kong verving Juniors rol in de serie Mario Kart vanaf Mario Kart 64. Hierdoor kreeg Donkey Kong een vaste rol in de Mariosportserie en andere spin-offs, zoals Mario Party. Daarnaast is hij ook te zien in de vechtspellenserie Super Smash Bros.

### De periode na Rare
Na het vertrek van Rare maakte Namco met behulp van Nintendo een trilogie van muziekspellen voor de Nintendo GameCube, ook wel bekend als Donkey Konga. Voor deze spellen werd een speciale controller gemaakt, de DK Bongo's. Donkey Kong Jungle Beat kwam uit op 4 februari 2005 voor de GameCube, die ook gebruikmaakte van de DK Bongo's. Op 25 januari 2008 kwam Donkey Kong Jet Race uit voor de Wii.
Op draagbare spelconsoles werd Donkey Kong herenigd met zijn voormalige rivaal Mario in het Gameboy Advance-spel Mario vs. Donkey Kong. In dit spel neemt Donkey Kong de Mario-speelgoedfabriek over. Drie jaar later, op 8 maart 2007, kwam het volgende deel uit: Mario vs. Donkey Kong 2: March of the Minis. In dit spel ontvoert Donkey Kong Pauline, nadat zij een mini-Donkey Kong-poppetje weigert voor een mini-Mario. Naast deze spellen is Donkey Kong ook verschenen in DK King of Swing voor de Gameboy Advance en diens opvolger Donkey Kong: Jungle Climber voor de Nintendo DS.
Daarnaast kwam er op 3 december 2010 een nieuw deel van Donkey Kong Country uit: Donkey Kong Country Returns. Deze werd ontwikkeld door Retro Studios. Vervolgens werd deze als een remake op de Nintendo 3DS uitgebracht, onder de naam Donkey Kong Country Returns 3D. Driekwart jaar na de release van de remake, op 21 februari 2014, werd het nieuwste deel in de Donkey Kong Country-serie uitgebracht, onder de naam Donkey Kong Country: Tropical Freeze.

### Voorkomen in andere spellen
In 1999 was hij een van de hoofdpersonages in het succesvolle spel Super Smash Bros. Ook komt Donkey Kong voor in de opvolgers Super Smash Bros. Melee, Super Smash Bros. Brawl en Super Smash Bros. voor 3DS en Wii U. In al deze spellen was hij geclassificeerd als zwaargewicht, een personage met veel kracht en gewicht, goede snelheid, verrassende behendigheid en een lage sprong. Zijn B-aanvallen waren Giant Punch, Head Butt, Spinning Kong en Hand Slap. Zijn Final Smash in Brawl is Kong Beat, waarbij hij zijn drums tevoorschijn haalt en begint te spelen.
Donkey Kong is een bespeelbaar personage in de eerste vier delen van de serie Mario Party. Vanaf Mario Party 5 krijgt hij zijn eigen Donkey Kong-plekken. In Mario Party 5 zorgen deze voor aan Donkey Kong gerelateerde minigames, maar als een speler in Mario Party 8 op een Donkey Kong-plek komt, maakt hij bijvoorbeeld kans op een gratis ster.
Donkey verscheen ook in Mario Kart Wii, dat uitgebracht werd in 2008. Ook in Mario Kart 7 doet de aap weer mee. Donkey Kong verscheen ook als superbaas in het Wii-spel Punch-Out!!. Daarnaast komt hij voor in Mario & Sonic op de Olympische Winterspelen en Mario & Sonic op de Olympische Spelen: Londen 2012.
Daarnaast verscheen ook een jongere versie van Donkey Kong, Baby Donkey Kong, in de spellen Yoshi's Island DS en Mario Super Sluggers.